# Semiconductor intrínsec

Comparació de l'estructura de bandes electròniques dels metalls, semiconductors i aïllants.

Un semiconductor intrínsec (pur), també anomenat semiconductor no dopat o semiconductor tipus i, és un semiconductor pur sense cap espècie dopant significativa present. Per tant, el nombre de portadors de càrrega ve determinat per les propietats del propi material en comptes de la quantitat d'impureses. En els semiconductors intrínsecs el nombre d'electrons excitats i el nombre de forats són iguals: n = p. Aquest pot ser el cas fins i tot després de dopar el semiconductor, encara que només si es dopa amb donants i acceptors per igual. En aquest cas, n = p encara es manté, i el semiconductor segueix sent intrínsec, tot i que està dopat.
La conductivitat elèctrica dels semiconductors químicament purs encara es pot veure afectada per defectes cristal·logràfics d'origen tecnològic (com les vacants), alguns dels quals poden comportar-se de manera semblant als dopants. El seu efecte sovint es pot descuidar, però, i el nombre d'electrons a la banda de conducció és exactament igual al nombre de forats a la banda de valència. La conducció del corrent del semiconductor intrínsec s'habilita exclusivament per l'excitació d'electrons a través de la banda buida, que sol ser petita a temperatura ambient, excepte per als semiconductors de banda estreta, com Hg
0.8Cd
0.2Te.
La conductivitat d'un semiconductor es pot modelar en termes de la teoria de bandes dels sòlids. El model de banda d'un semiconductor suggereix que a temperatures ordinàries hi ha una possibilitat finita que els electrons puguin arribar a la banda de conducció i contribuir a la conducció elèctrica. Un cristall de silici és diferent d'un aïllant perquè a qualsevol temperatura per sobre del zero absolut, hi ha una probabilitat diferent de nul·la que un electró de la xarxa es desprengui de la seva posició, deixant enrere una deficiència d'electrons anomenada "forat". Si s'aplica una tensió, tant l'electró com el forat poden contribuir a un petit flux de corrent.